# Intervalo de atención

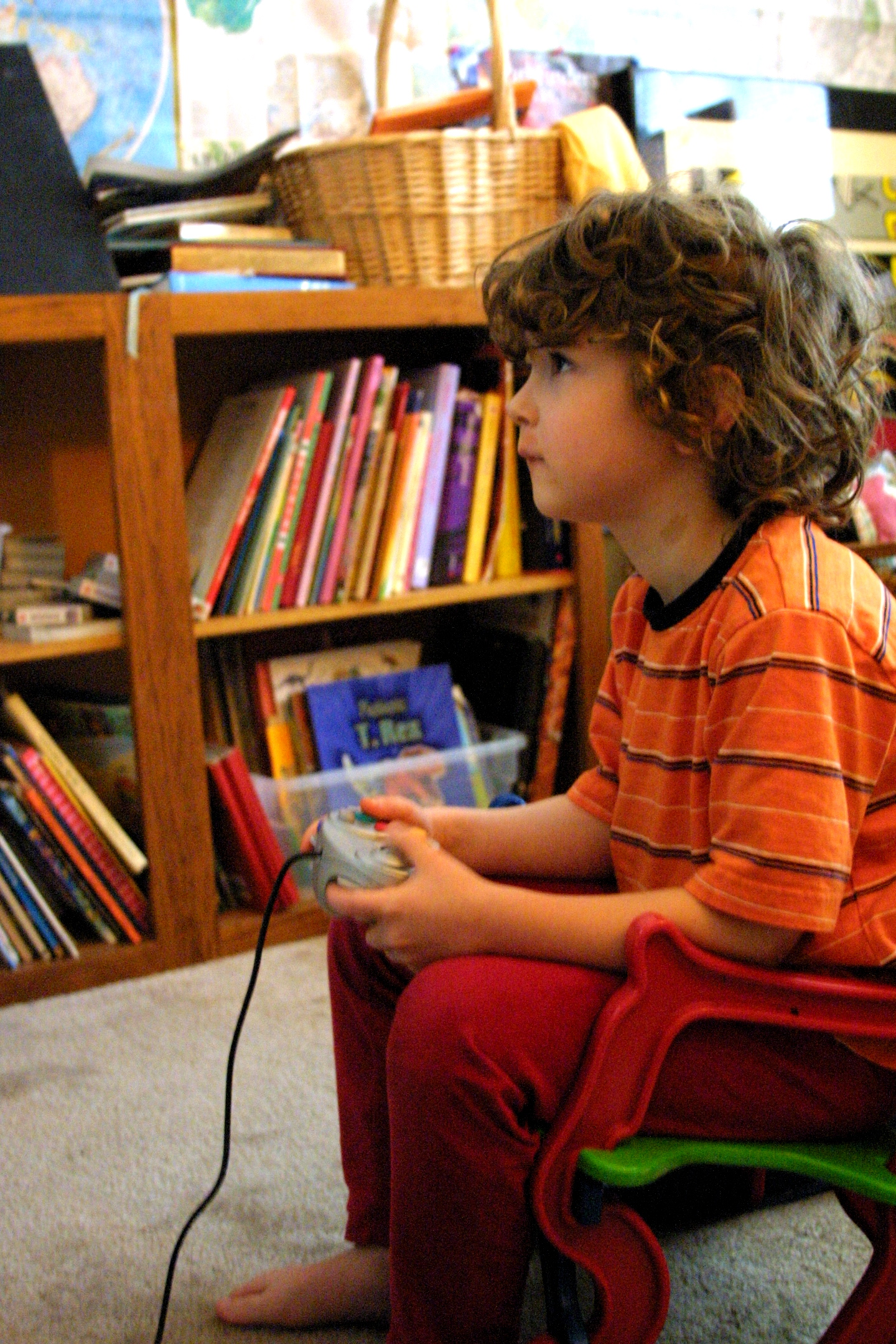
Un niño concentrado jugando a un videojuego, un ejemplo de uso de la capacidad de atención para realizar una tarea.

El intervalo de atención de una persona se refiere a la capacidad que ese individuo tenga para mantener su concentración en una sola tarea o estímulo, sin ser distraído por otros en su entorno. La capacidad de enfocarse en un objetivo es muy necesaria para el aprendizaje y para completar satisfactoriamente cualquier proyecto. El intervalo de atención de una persona, por supuesto, será distinto para diferentes estímulos (es más fácil que un niño preste atención por un largo intervalo a la televisión que a un discurso político). Se dice que el entrenamiento de la atención forma parte de la educación, sobre todo en la forma en que se entrena a los estudiantes para que permanezcan concentrados en un tema de discusión durante largos periodos, desarrollando en el proceso habilidades de escucha y análisis.

## Por edad
Medir la capacidad de atención estimada de los seres humanos depende de para qué se utilice la atención. Los términos «atención transitoria» y «atención sostenida selectiva» se utilizan para separar la atención a corto plazo de la atención focalizada. La atención transitoria es una respuesta a corto plazo a un estímulo que atrae o distrae temporalmente la atención. Los investigadores no se ponen de acuerdo sobre la duración exacta de la atención transitoria humana, mientras que la atención selectiva sostenida, también conocida como atención focalizada, es el nivel de atención que produce resultados consistentes en una tarea a lo largo del tiempo. Las estimaciones habituales de la capacidad de atención de adolescentes y adultos sanos oscilan en torno a las 5 horas. Esta capacidad de renovar la atención permite «prestar atención» a cosas que duran más de unos minutos, como las películas largas.
Los niños mayores son capaces de prestar atención durante periodos más largos que los pequeños.
En las mediciones del tiempo dedicado a una tarea, el tipo de actividad utilizada en la prueba afecta a los resultados, ya que las personas suelen ser capaces de prestar más atención cuando hacen algo que les resulta agradable o intrínsecamente motivador. La atención también aumenta si la persona es capaz de realizar la tarea con fluidez, en comparación con una persona que tiene dificultades para realizar la tarea, o con la misma persona cuando sólo está aprendiendo la tarea. La fatiga, el hambre, el ruido y el estrés emocional reducen el tiempo de concentración en la tarea.
Un estudio de investigación en el que participaron 10.430 hombres y mujeres de entre 10 y 70 años observó el tiempo de atención sostenida a lo largo de la vida. El estudio requirió que los participantes utilizaran un sitio web de pruebas cognitivas en el que se recopilaron datos durante siete meses. Los datos recogidos en el estudio concluyeron que el tiempo de atención no es una ecuación lineal singular; a los 15 años se registra una divergencia en las capacidades relacionadas con el tiempo de atención. En el transcurso del estudio, las pruebas recogidas descubrieron además que, en los seres humanos, la capacidad de atención alcanza su nivel más alto cuando una persona tiene poco más de 40 años, y luego disminuye gradualmente en la vejez.

## Medida
Se han utilizado muchas pruebas diferentes sobre la capacidad de atención en diferentes poblaciones y en diferentes épocas. Algunas pruebas miden las capacidades de atención focalizada a corto plazo (que suele estar por debajo de lo normal en las personas con TDAH), y otras proporcionan información sobre la facilidad con la que se distrae la persona que realiza la prueba (que suele ser un problema importante en las personas con TDAH). Pruebas como la Prueba DeGangi de Atención en Bebés (TAI) y la Escala Wechsler de Inteligencia para Niños-IV (WISC-IV) se utilizan comúnmente para evaluar problemas relacionados con la atención en niños pequeños cuando las entrevistas y las observaciones son inadecuadas. Pruebas más antiguas, como la Prueba de Rendimiento Continuo y la Prueba del Laberinto Porteus, han sido rechazadas por algunos expertos. Estas pruebas suelen ser criticadas por no medir realmente la atención, ser inapropiadas para algunas poblaciones o no proporcionar información clínicamente útil.
La variabilidad en las puntuaciones de las pruebas puede producirse por pequeños cambios en el entorno de la prueba. Por ejemplo, los examinandos suelen permanecer en la tarea durante periodos de tiempo más largos si el examinador está visiblemente presente en la sala que si está ausente.

## Prueba
En uno de los primeros estudios sobre la influencia del temperamento en la capacidad de atención, se entrevistó periódicamente a las madres de 232 parejas de gemelos sobre las similitudes y diferencias en el comportamiento mostrado por sus gemelos durante la lactancia y la primera infancia. Los resultados mostraron que cada una de las variables de comportamiento (frecuencia del temperamento, intensidad del temperamento, irritabilidad, llanto y demanda de atención) tenía una relación inversa significativa con la capacidad de atención. En otras palabras, el gemelo con mayor capacidad de atención era más capaz de permanecer realizando una actividad concreta sin distracciones, y también era el gemelo menos temperamental.
Un estudio de 2.600 niños descubrió que la exposición temprana a la televisión (alrededor de los dos años) se asocia con problemas de atención posteriores, como falta de atención, impulsividad, desorganización y distracción a los siete años. Este estudio correlacional no especifica si ver la televisión aumenta los problemas de atención en los niños, o si los niños que son naturalmente propensos a la falta de atención se sienten desproporcionadamente atraídos por la estimulación de la televisión a edades tempranas, o si hay algún otro factor, como las habilidades de los padres, asociado con este hallazgo.
Otro estudio que examinaba las relaciones entre la capacidad de atención-persistencia de los niños en preescolar y los logros académicos posteriores descubrió que la capacidad de atención-persistencia de los niños de cuatro años predecía significativamente los logros en matemáticas y lectura a los 21 años tras controlar los niveles de logro a los siete años, el estado de adopción, las habilidades de vocabulario del niño, el género y el nivel educativo materno. Por ejemplo, los niños escolarizados sin capacidad de prestar atención, recordar instrucciones y demostrar autocontrol tienen más dificultades en la escuela primaria y a lo largo de la secundaria.
En otro estudio en el que participaron 10.000 niños (de ocho a once años), se observaron fluctuaciones en la capacidad de atención durante la jornada escolar, con niveles más altos de atención por la tarde y niveles más bajos por la mañana. El estudio también descubrió que la atención y la productividad de los alumnos aumentaban tras un fin de semana de dos días, pero disminuían sustancialmente tras las vacaciones de verano.